# Davit Zirakashvili
Davit Zirakashvili (en georgiano, დავით ზირაქაშვილი; nacido en Rustavi el 20 de septiembre de 1983) es un jugador de rugby georgiano, actualmente jugando para la liga francesa, el Top 14 con el equipo Clermont. Juega como pilier. Es considerado uno de los mejores jugadores de Georgia y fue votado "deportista georgiano del año" 2010.
Zirakashvili fue originariamente luchador, pero cambió al rugby en 2000. Se trasladó a Francia en 2002 para jugar con el equipo de Fédérale 1, Aubenas. Ascendió a los equipos del Top 14 en la temporada 2004/05 para jugar con Clermont donde se unió a su compatriota georgiano Goderdzi Shvelidze. También hizo su debut con Georgia en 2004 contra Uruguay.
Pronto se convirtió en importante miembro tanto de Clermont como de la selección de Georgia. Jugó en las cuatro finales sucesivas del Top 14 que Clermont alcanzó entre 2007 y 2010, marcó un ensayo en el final del Top 14 de 2008 contra Toulouse y en 2010 se convirtió en el primer jugador georgiano que ganó el Top 14, y representó a Georgia tanto en la 2007 y la de 2011. Ha sido seleccionado para jugar la Copa Mundial de Rugby de 2015.